# Abouzaid El Mokrie El Idrissi
Pour les articles homonymes, voir Idrissi.
Abou Zayd al-Mokri al-Idrissi (en arabe :  أبو زيد المقرئ الادريسي) est né en 1960 à Marrakech. C'est un homme politique marocain affilié au PJD (Parti de la justice et du développement), il a été élu lors de l'élection parlementaire de 2007 au Maroc dans la circonscription d'Azemmour à El Jadida. Il a été en 2002 élu dans la circonscription de Moulay Rachid Sidi Othmane à Casablanca.
Titulaire d'un diplôme d'études supérieures en linguistique, il est maître-assistant à la Faculté des lettres de l'Université Hassan II de Casablanca.
Érudit et intellectuel Abouzaid elmokri El idrissi est auteur de plusieurs ouvrages :
Le Coran et la raison (القرآن والعقل)  Fondation intellectuelle Al Idrisi pour les études et la recherche